# 8-ма армія (Третій Рейх)
8-ма а́рмія (нім. 8. Armee) — польова армія Вермахту в роки Другої світової війни.

## Історія

### Формування (ІІ світова війна)
8-ма польова армія (нім. 8. Armee) була сформована 1 серпня 1939 року на базі штабу 3-ї групи армій (нім. Heeresgruppe 3). У складі групи армій «Південь» частини армії брали участь у кампанії в Польщі, де вела бої в південних районах цієї країни, брала участь у боях за Варшаву. Незабаром після закінчення кампанії 8-ма армія була перейменована на 2-гу армію.
Знов була створена 22 серпня 1943 року шляхом перейменування командування оперативної групи «Кемпф» на південній ділянці фронту. Частини армії вели оборонні бої на території Лівобережної України, відступили за Дніпро в районі Кременчука і Черкас. Не утримавши оборону на правом березі річки, взимку — навесні 1944 роки з'єднання 8-ї армії зазнали великої поразки в районі Корсунь-Шевченковського і Кіровограда, відкаталися за Дністер на територію Молдавії.
У ході наступу Червоної Армії в Яссько-Кишинівській операції частини 8-ї армії зазнали поразки, були відкинуті в східні райони Угорщини, а потім до Чехословаччини за річку Грон.
Війська армії тримали оборону, проте були відкинуті зі своїх позицій в ході наступу Червоної Армії в 1945 році і відступили в західні райони Чехословаччини і до Австрії, де зазнали остаточної поразки й капітулювали.

## Склад армії
| Бойовий склад 8-ї армії | |
| Постійні                | |
| 1939                    | - 530-та комендатура тилу (Korück 530); - 531-ше армійське управлення постачань (Armee-Nachschubführer 531); - 511-й армійський полк зв'язку (Armee-Nachrichten-Regiment 511). |
| 1943                    | - 310-те головне артилерійське командування (Höherer Arko 310); - 558-ма комендатура тилу (Korück 558); - 570-й армійський полк зв'язку (Armee-Nachrichten-Regiment 570); - 526-те командування армійських частин постачання (Kommandeur Armee-Nachschub-Truppen 526).                                          |
| Непостійні              | |
| 1 вересня 1939          | - 10-й армійський корпус (X. Armeekorps); - 13-й армійський корпус (XIII. Armeekorps); - 30-та піхотна дивізія (30. Infanterie-Division); - 13-те командування охорони прикордонного району (Grenz-Abschnitt-Kommando 13); - 14-те командування охорони прикордонного району (Grenz-Abschnitt-Kommando 14);     |
| 5 вересня 1943          | - 3-й армійський корпус (III. Armeekorps); - 11-й армійський корпус (XI. Armeekorps); - 42-й армійський корпус (XXXXII. Armeekorps); - 47-й танковий корпус (XXXXVII. Panzerkorps); |
| 1 січня 1944            | - 3-й армійський корпус (III. Armeekorps); - 11-й армійський корпус (XI. Armeekorps); - 48-й танковий корпус (XLVIII. Panzerkorps). |
| 15 червня 1944          | - 4-й армійський корпус (IV. Armeekorps); - 40-й танковий корпус (XXXX. Panzerkorps); - 48-й танковий корпус (XLVIII. Panzerkorps); - 4-та румунська армія (4. rumänische Armee); - 4-й румунський корпус (IV. rumänisches Korps); - 18-та румунська гірсько-піхотна дивізія (18. rumänische Gebirgs-Division). |
| 26 листопада 1944       | - 29-й армійський корпус (XXIX. Armeekorps); - 1-ша угорська армія (1. ungarische Armee); - 9-й угорський армійський корпус (IX. ungarisches Korps); - 9-та угорська прикордонна єгерська дивізія (9. ungarische Grenz-Jäger-Division).                                                                         |
| 12 квітня 1945          | - 4-й танковий корпус (IV. Panzerkorps); - 43-й армійський корпус (XXXXIII. Armeekorps); - 72-й армійський корпус (LXXII. Armeekorps). |

## Командування

### Командувачі
- генерал від інфантерії, з 1 жовтня 1939 генерал-полковник Йоганес Бласковіц (нім. Johannes Albrecht Blaskowitz) (1 серпня — 26 жовтня 1939);
- генерал від інфантерії Отто Велер (нім. Otto Wöhler) (22 серпня 1943 — 22 грудня 1944);
- генерал танкових військ Ульріх Кліман (нім. Ulrich Kleemann) (22 грудня — 28 грудня 1944)
- генерал гірсько-піхотних військ Ганс Крейсінг (нім. Hans Kreysing) (28 грудня 1944 — 8 травня 1945).